# 진영페이퍼
진영페이퍼 주식회사는 경상북도 칠곡군 교8길 83에 본사를 둔 골판지 제조업체이다.